# James B. McCreary

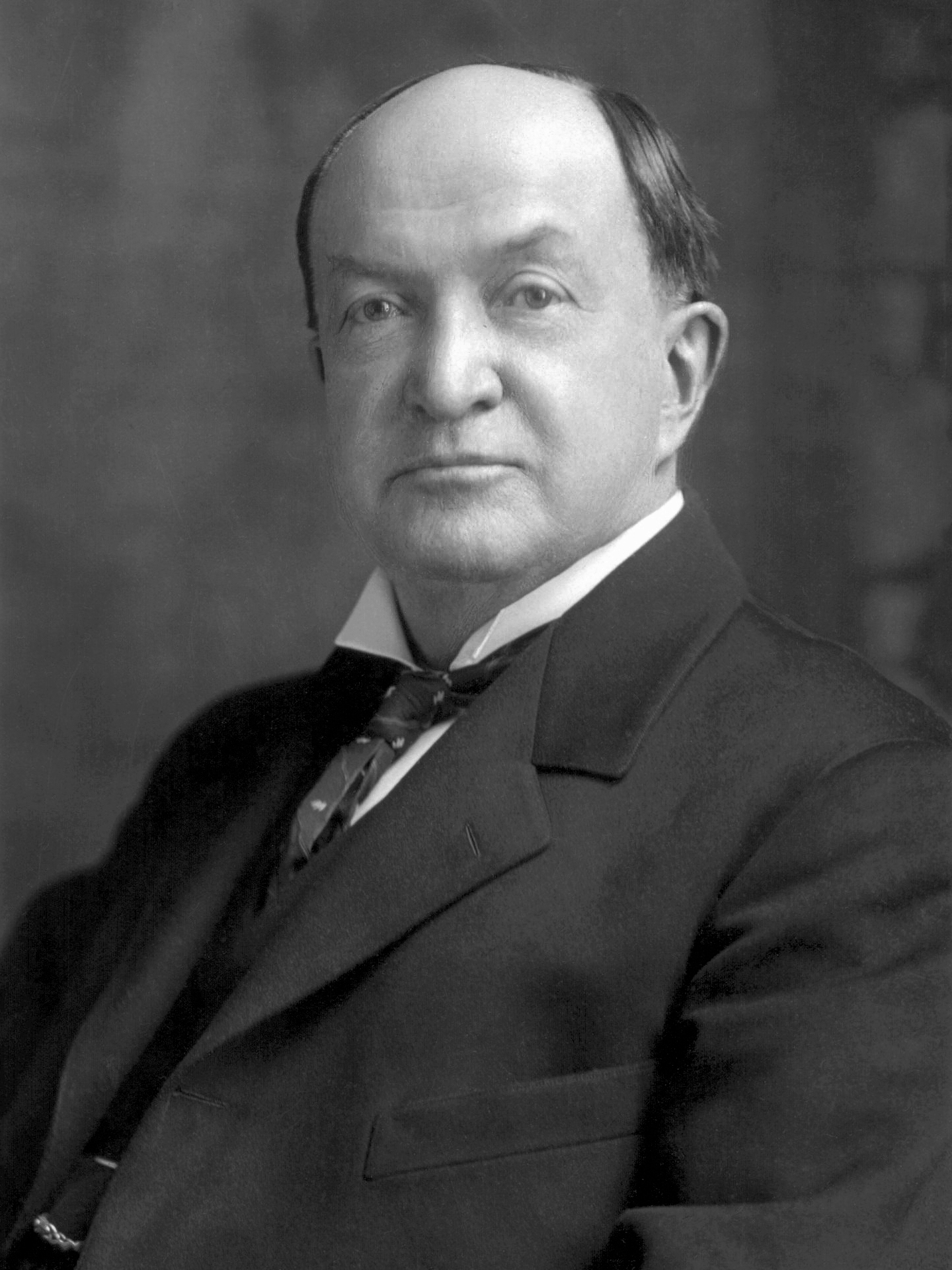
James B. McCreary

James Bennett McCreary (* 8. Juli 1838 in Richmond, Madison County, Kentucky; † 8. Oktober 1918 ebenda) war ein US-amerikanischer Politiker und zweimaliger Gouverneur von Kentucky. Diesen Bundesstaat vertrat er außerdem in beiden Kammern des Kongresses.

## Frühe Jahre
Der junge James McCreary besuchte die örtlichen Grundschulen seiner Heimat und anschließend das Centre College, das er 1857 erfolgreich abschloss. Es folgte ein Jurastudium an der Cumberland University in Tennessee. Nach seiner Zulassung zum Anwalt praktizierte er in Richmond. Im Konflikt zwischen den Nord- und den Südstaaten stand er auf der Seite des Südens. Im Jahr 1862 trat er als Major in die Armee der Konföderation ein. Er nahm an einigen Schlachten teil, geriet in Kriegsgefangenschaft und wurde durch einen Gefangenenaustausch wieder freigelassen. Am Ende war er Oberstleutnant. Nach dem Ende des Krieges wurde er wieder Rechtsanwalt.

## Politische Laufbahn
Sein politischer Aufstieg begann 1869, als er als Mitglied der Demokratischen Partei in das Repräsentantenhaus von Kentucky gewählt wurde. Er behielt sein Mandat bis 1875. Ab 1871 war er Parlamentspräsident (Speaker). Für die Gouverneurswahlen des Jahres 1875 wurde er von seiner Partei als Kandidat aufgestellt und mit 58,3 % der Stimmen gegen den Republikaner John Marshall Harlan (41,7 %) zum Gouverneur von Kentucky gewählt.

### Erste Amtszeit als Gouverneur
McCrearys erste Amtszeit verlief ohne besondere Ereignisse. Er setzte sich für den weiteren Ausbau des Erziehungssystems ein, förderte die Flussschifffahrt und unterstützte eine Gefängnisreform. Ferner senkte er die Grundsteuer und schuf eine Art Gesundheitsministerium (State Board of Health). Außerdem musste er sich mit Unruhen in den östlichen Landesteilen auseinandersetzen.

### Im Kongress
Zwischen 1885 und 1897 war McCreary Abgeordneter im US-Repräsentantenhaus in Washington. Im Jahr 1892 ernannte ihn Präsident Benjamin Harrison zu einem der amerikanischen Delegierten für die Internationale Währungskonferenz in Brüssel. Von 1903 bis 1909 vertrat McCreary seinen Heimatstaat als Senator im Kongress.

### Zweite Amtszeit als Gouverneur
Im Jahr 1911 nominierte ihn seine Partei noch einmal für das Amt des Gouverneurs. Er gewann die Wahlen mit 53,7 % der Stimmen gegen E.C. O’Rear, der auf 46,3 % kam. In seiner zweiten Amtszeit wurde das sogenannte „Primary Election Law“ erlassen, das das Vorwahlsystem in Kentucky regelte. Außerdem wurde ein Verkehrsministerium (Highway Department) und eines für das Bankwesen (Department of Banking) gegründet. Frauen erhielten das Wahlrecht, allerdings nur im Schulbereich. Die allgemeine Schulpflicht für alle Kinder wurde gesetzlich vorgeschrieben. Außerdem setzte er sich für den weiteren Ausbau des Straßen- und Wegenetzes in Kentucky ein.

## Lebensabend und Tod
Nach dem Ende seiner zweiten Amtszeit zog sich McCreary ins Privatleben zurück. Er arbeitete nochmals als Anwalt und starb am 8. Oktober 1918. James McCreary war mit Katherine Hughes verheiratet. Das Paar hatte einen Sohn.
Nach ihm ist McCreary County in Kentucky benannt.